# 最高築
『最高築』（さいこうちく）は、日本のロック・ミュージシャン中村一義が2017年5月24日に発表したセルフカバーベスト・アルバムである。

## 概要
中村のデビュー20周年を記念して作られた作品である。町田昌弘を共同プロデューサーに迎え、代表曲をバンドサウンドで新たに再構築した収録した楽曲や、アイドルグループ「ワンリルキス」に提供した楽曲のセルフカヴァーなどを収録した作品である。

## 収録内容
| 全作詞・作曲: 中村一義、全編曲: 中村一義、町田昌弘。 |                               |           |            |              |      |
| #                                                    | タイトル                      | 作詞      | 作曲・編曲 | 収録アルバム | 時間 |
| 1.                                                   | 「犬と猫」                    | 中村一義  | 中村一義   | 金字塔       | 3:49 |
| 2.                                                   | 「永遠なるもの」              | 中村一義  | 中村一義   | 金字塔       | 6:19 |
| 3.                                                   | 「魂の本」                    | 中村一義  | 中村一義   | 太陽         | 3:24 |
| 4.                                                   | 「笑顔」                      | 中村一義  | 中村一義   | 太陽         | 4:21 |
| 5.                                                   | 「1,2,3」                     | 中村一義  | 中村一義   | ERA          | 4:35 |
| 6.                                                   | 「ロザリオ」                  | 中村一義  | 中村一義   | ERA          | 3:50 |
| 7.                                                   | 「素晴らしき世界」            | 中村一義  | 中村一義   | ERA          | 3:48 |
| 8.                                                   | 「キャノンボール」            | 中村一義  | 中村一義   | 100s         | 5:35 |
| 9.                                                   | 「いつだってそうさ」          | 中村一義  | 中村一義   | 100s         | 5:20 |
| 10.                                                  | 「Honeycom.ware」             | 中村一義  | 中村一義   | OZ           | 4:48 |
| 11.                                                  | 「ワンリルキス」              | 中村一義  | 中村一義   |              | 3:03 |
| 12.                                                  | 「ビクターズ」                | 中村一義  | 中村一義   | 海賊盤       | 4:26 |
| 13.                                                  | 「世界は変わる」(bonus track) | 中村一義  | 中村一義   |              | 4:48 |
| 合計時間:                                            | 合計時間:                     | 合計時間: | 58:07      |              |      |

## 演奏
- 中村一義 - ボーカル(全曲)、キーボード(#12)
- 町田昌弘 - ギター(全曲)、コーラス
- TOMTOMO club - ベース(#13を除く全曲)
- マシータ - ドラムス(#13を除く全曲)
- 高野勲 - キーボード(#1-3,7,8,11)
- 三井律郎 - ギター (#1-3,8,11)
- あずままどか - コーラス(#3,5,7-11)
- 岡本洋平 - ギター(#8)
- 平床政治 - ギター(#5-8)、ボイス(#1,7)
- ヨースケ@HOME - ブルース・ハープ(#4-6,12)、ギター(#5-7,9,12)、コーラス(#8,9,12)
- ウルフ - シャウト(#8)